# Clodovis Boff

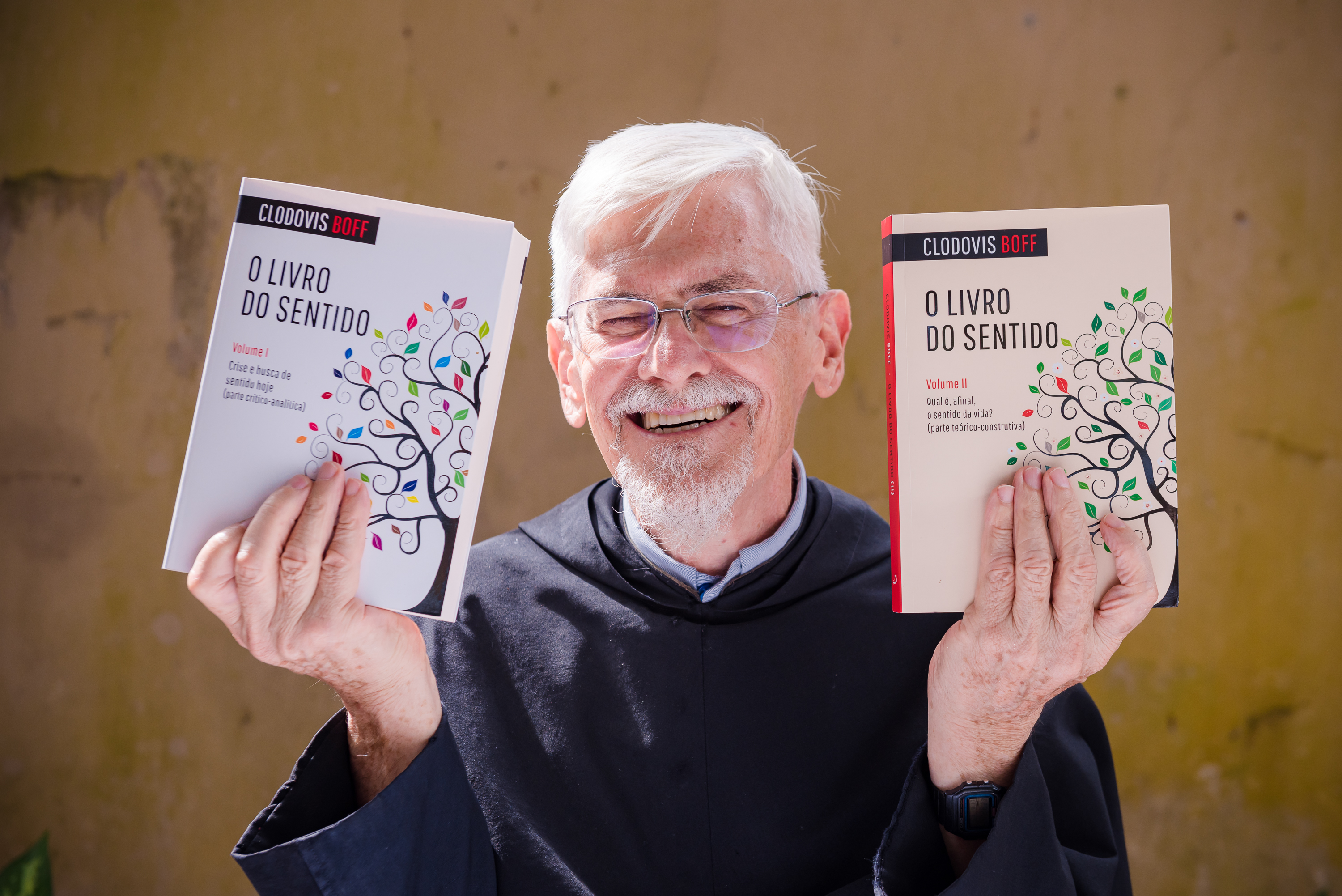
Clodovis Boff

Clodovis Boff OSM (* 1944 in Concórdia, Santa Catarina, Brasilien) ist Mitglied des Servitenordens und brasilianischer Befreiungstheologe.

## Leben
Der jüngere Bruder von Leonardo Boff studierte Philosophie in Mogi das Cruzes sowie Theologie an der Katholischen Universität Löwen. In Löwen wurde er auch zum Doktor der Theologie promoviert. Er war Professor am Franziskanischen Theologischen Institut von Petrópolis und an der Päpstlichen Universität in Rio de Janeiro sowie an der Päpstlichen Fakultät Marianum, der theologischen Fakultät seines Ordens, in Rom. 1984 hatte er aufgrund seines radikalen theologischen Engagements für die Befreiungstheologie sowohl seinen Lehrstuhl an der Katholischen Universität von Rio de Janeiro als auch die Unterrichtserlaubnis am Marianum verloren. Heute lebt er in Curitiba und unterrichtet an der dortigen Päpstlichen Universität. Außerdem hat er seine Tätigkeit am Marianum wieder aufgenommen.
Einer seiner bekannteren Schüler ist der in Korea geborene und seit 1966 in Brasilien lebende katholische Theologe Jung Mo Sung.

## Positionen
Bereits 1986 hatte Clodovis Boff erklärt, die Übernahme marxistischer Kategorien habe in den frühen Phasen der Befreiungstheologie zu Unvorsichtigkeiten und Übertreibungen geführt. Zwanzig Jahre später fragte Marcella Althaus-Reid angesichts der offensichtlich weniger konfliktreichen Theologie Boffs, wer ihn „an die Leine gelegt“ habe. Im Oktober 2007 warf Boff in einem Artikel mit dem Titel „Theologie der Befreiung und die Rückkehr zum Wesentlichen“ in der Zeitschrift Revísta Eclesiástica Brasilera (REB) der Theologie der Befreiung vor, sich im Laufe der Zeit von ihren „Wurzeln“ entfernt zu haben und einen falschen Weg gegangen zu sein. In weiteren Artikeln brach Clodovis Boff mit der bisher auch von ihm vertretenen Form der Befreiungstheologie und infolge eines in mehreren Artikeln geführten Schlagabtausches auch mit seinem Bruder Leonardo Boff. Der Einschätzung seines Bruders zufolge unterstützte Clodovis Boff jetzt „mit naivem Optimismus und jugendlichem Enthusiasmus“ die von den lateinamerikanischen Bischöfen auf der Konferenz von Aparecida 2007 vorgegebene Linie. Gemeinsam mit seinem Weggefährten Gustavo Gutiérrez bemüht er sich um eine Verbesserung des Verhältnisses zu den Bischöfen und zum Papst.

## Werke
- Theologie und Praxis – Die erkenntnistheoretischen Grundlagen der Theologie der Befreiung. Kaiser, München 1983, ISBN 3-459-01505-5.
- Die Befreiung der Armen: Reflexionen zum Grundanliegen der lateinamerikanischen Befreiungstheologie. Ed. Exodus, 1986, ISBN 3-905575-18-3.
- mit Leonardo Boff: Wie treibt man Theologie der Befreiung? Patmos Verlag, Düsseldorf 1986, ISBN 3-491-77653-8.
- mit Peter Rottländer (Hrsg.): Theologie der Befreiung und Marxismus. Edition Liberaciòn, 1986, ISBN 3-923792-21-2.
- mit Norbert Greinacher (Hrsg.): Umkehr und Neubeginn: der Nord-Süd-Konflikt als Herausforderung an die Theologie und die Kirche Europas. Ed. Exodus, 1986, ISBN 3-905575-15-9.
- mit Jorge Pixley: Die Option für die Armen. Gotteserfahrung und Gerechtigkeit. Patmos, Düsseldorf 1991, ISBN 3-491-77713-5.